# 806
806 (DCCCVI) fue un año común comenzado en jueves del calendario juliano, en vigor en aquella fecha.

## Acontecimientos

### En Europa
- 12 de abril: Nicéforo I es elegido Patriarca de Constantinopla, sucediendo a Tarasio.
- Los sarracenos saquean Nola.
- Wulfred consagrado arzobispo de Canterbury.
- Los vikingos asesinan a todo los habitantes de la isla religiosa de Iona, Escocia.
- Dalmacia es durante un corto período gobernada por los francos, en lugar de por el Imperio bizantino.
- Grimoaldo IV, noble lombardo, sucede a Grimoaldo III como duque de Benevento.
- Carlomagno decreta el reparto de su imperio cuando haya muerto en la capitular Divisio regnorum.
- Carlomagno ocupa la Venecia bizantina.
- Según los cálculos del religioso galorromano Gregorio de Tours (538-594) el fin del mundo sucedería entre el 799 y el 806.

### En Asia
- El Emperador Heizei sucede al Emperador Kanmu como Emperador de Japón.

## Nacimientos
- Ralpacan, emperador del Tíbet.
- Luis el Germánico, rey de los francos orientales de 843 a 876.

## Fallecimientos
- Presben I de York, Rey y Soldado Anglosajón.
- Grimoaldo III, duque de Benevento (Italia).